# Вільга (Мазовецьке воєводство)
Вільга (пол. Wilga) — село в Польщі, у гміні Вільга Гарволінського повіту Мазовецького воєводства.
Населення — 1273 особи (2011).

## Демографія
Демографічна структура станом на 31 березня 2011 року:
|          | Загалом | Допрацездатний вік | Працездатний вік | Постпрацездатний вік |
| -------- | ------- | ------------------ | ---------------- | -------------------- |
| Чоловіки | 620     | 145                | 419              | 56                   |
| Жінки    | 653     | 129                | 389              | 135                  |
| Разом    | 1273    | 274                | 808              | 191                  |